# 1359 en santé et médecine
| Années de la santé et de la médecine : 1356 - 1357 - 1358 - 1359 - 1360 - 1361 - 1362    |
| Décennies de la santé et de la médecine : 1320 - 1330 - 1340 - 1350 - 1360 - 1370 - 1380 |

Cet article présente les faits marquants de l'année 1359 en santé et médecine.

## Événements
- 6 juin : fondation de la maison-Dieu Saint-Antoine à Stenay, en Lorraine, par Jean Ancel[1].
- Août : après les ordonnances de Philippe le Bel en 1312 et de Charles le Sage, en février 1321, le roi Jean le Bon, rappelant et complètant les statuts des pharmaciens de Paris, leur prescrit « qu'aucun ne pourra exercer, s'il ne sait lire, dépenser et confire[2] ».
- Fondation de l'hôpital Saint-Jacques-du-Pont-du-Rhône à Genève, par le jurisconsulte Pierre du Pont[3].
- Ouverture à Utrecht, principauté du Saint-Empire, de l'hôpital Sainte-Barbara, destiné aux pauvres et dont, dans la pratique, les soixante-dix lits seront occupés par des femmes[4].
- Fondation de l'hôpital de Woudrichem dans le Brabant, institution confiée aux dominicaines[4].

## Personnalités
- fl. Richard Garot, maître ès-arts et en médecine de l'université de Paris, médecin de Jean le Bon, roi de France[5].
- fl. Monna Neccia, médecin à Florence, enregistré comme spécialiste de la teigne (medica di tigna)[6].
- 1359-1384 : fl. Robert Hébert, doyen de la faculté de médecine de Paris, médecin de Philippe le Hardi, duc de Bourgogne, et de Louis II, duc de Bourbon[5].

## Naissance
- Ephraim Al-Naqawa (mort en 1442), rabbin, médecin et théologien, fondateur de la communauté juive de Tlemcen[7].

## Décès
- Entre le 29 avril et le 26 mai : Jacopo Dondi (né en 1293), médecin, astronome et ingénieur italien, père de Giovanni Dondi[8].
- Vers 1359-1361 : Jourdain de Cantuaria (né à une date inconnue), médecin du roi d'Angleterre Édouard III[5].